# 이현욱 (모델)
이현욱(1984년 1월 26일 ~ )은 대한민국의 모델, 배우이다.

## 출연 작품

### 드라마
- 《저글러스》 (2017년, KBS2) - 유인상 역
- 《역적 : 백성을 훔친 도적》 (2017년, MBC)
- 《캐리어를 끄는 여자》 (2016년, MBC) - 유태오 역
- 《최고의 연인》 (2015년, MBC) - 박병기 역[3]
- 《원더풀 마마》 (2013년, SBS)
- 《오로라 공주》 (2013년, MBC) - 은단표 역
- 《아들 녀석들》 (2012년, MBC) - 윤석진 역

### 뮤직비디오
- 달샤벳 - HIT U (2012년)
- 나몰라패밀리 - 전화하지마 (2009년)
- V.O.S - 큰일이다 (2009년)
- JOO - 남자때문에 (2008년)
- EVE - Good bye (2006년)

## 수상
- 2011년 제6회 아시아모델상시상식 패션모델상
- 2004년 제2회 코리아패션월드어워드 신인모델상